# مؤلفات الإمام الرافعي
| مؤلفات الإمام الرافعي - الشرح الكبير - الشرح الصغير - المحرر - التذنيب - شرح مسند الشافعي - الأمالي - التدوين - المحمود في الفقه |
| — |

مؤلفات الإمام الرافعي هي مجموعة من المؤلفات في الفقه، والحديث، والتفسير، والتاريخ، والتراجم، والرقائق وغيرها. قال الذهبي في سير أعلام النبلاء: «له الفتح العزيز في شرح الوجيز، وشرح آخر صغير في الفقه يسمى بـ(الشرح الصغير)، وله شرح مسند الشافعي في مجلدين تعب عليه، وأربعون حديثا مروية، وله أمالي على ثلاثين حديثا، وكتاب التذنيب (فوائد على الوجيز)». وذكرها تاج الدين السبكي في كتاب: طبقات الشافعية الكبرى فقال: «صاحب الشرح الكبير المسمى بـ (العزيز)، وقد تورع بعضهم عن إطلاق لفظ العزيز مجردا على غير كتاب الله، فقال: (الفتح العزيز في شرح الوجيز)، و (الشرح الصغير)، و (المحرر)، و (شرح مسند الشافعي)، و (التذنيب)، و (الأمالي الشارحة على مفردات الفاتحة)، وهو ثلاثون مجلسا، أملاها أحاديث بأسانيده عن أشياخه على سورة الفاتحة، وتكلم عليها، وقد وقفنا على هذه التصانيف كلها. وله كتاب: (الإيجاز في أخطار الحجاز)، ذكر أنه أوراق يسيرة، ذكر فيها مباحث وفوائد خطرت له في سفره إلى الحج، وكان الصواب أن يقول: خطرات، أو: خواطر الحجاز، ولعله قال ذلك، والخطأ من الناقل. وكتاب: (المحمود) في الفقه لم يتمه، ذكر لي أنه في غاية البسط، وأنه وصل فيه إلى أثناء الصلاة، في ثمان مجلدات. قلت: وقد أشار إليه الرافعي في الشرح الكبير في باب الحيض، أظنه عند الكلام في المتحيرة وكفاه بـالفتح العزيز شرفا، فلقد علا به عنان السماء مقدارا، وما اكتفى، فإنه الذي لم يصنف مثله في مذهب من المذاهب، ولم يشرق على الأمة كضيائه في ظلام الغياهب».

## التعريف بالمؤلف

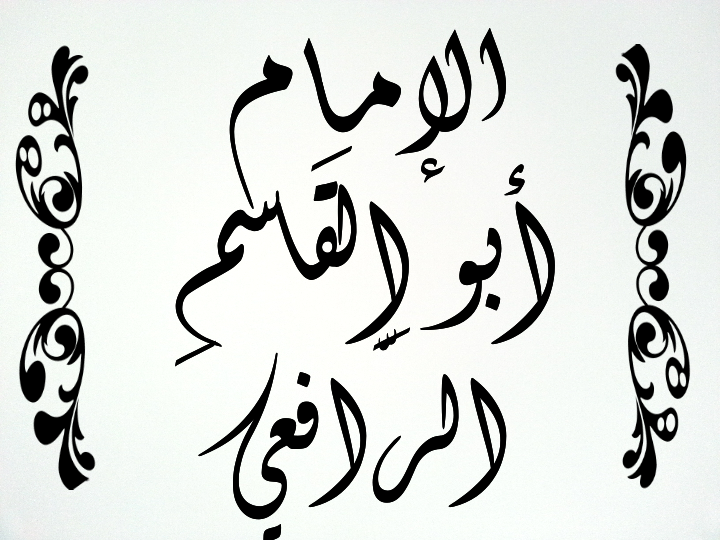
الإمام الرافعي

أبو القاسم الرافعي القزويني (555- 623 هـ) هو: عبد الْكَرِيم ابْن الإِمام أبي الْفضل محمّد ابن عبد الْكَرِيم ابن الْفضل ابن الْحسن ابن الْحُسَيْن، القَزْوِيْنيّ الرَّافِعِيّ الشَّافِعِي، نسبة إلى قَزوين بـأصبهان. يلقب بـإمام الملة والدين، حجة الإسلام والمسلمين، شيخ الشافعية، عالم العجم والعرب، إمام الدين، صاحب الشرح الكبير. عالم مسلم، فقيه مجتهد، محدث ومفسر، من كبار الشافعية. يعرف بـالرافعي، نسبة إلى رافع بن خديج. ولد سنة خمس وخمسين وخمسمائة هجرية. تعلم عند والده المعروف بـأبي الفضل، وخال والدته أحمد بن إسماعيل وأخذ عنهما، وعن كبار علماء عصره، يعد من محققي مذهب الشافعية. كان له مجلس بقزوين للفقه، والحديث والتفسير. يعود نسبه إلى الصحابي: رافع بن خديج، وإليه النسبة فيقال له الرافعي. توفي بـقزوين، ودفن بها سنة ثلاث وعشرين وخمسمائة هجرية. (1)

## الشرح الكبير

الشرح الكبير للرافعي

الشرح الكبير في فروع المذهب أو فتح العزيز شرح الوجيز ويسمى أيضاً: (الفتح العزيز).  وهو شرح لكتاب الوجيز للغزالي الطوسي. قال عنه تقي الدين ابن الصلاح: «لم يُشرح الوجيز بمثله.» وهو من أهم الكتب في فروع الفقه، والذي صار يعرف به مؤلفه، فكثير من المترجمين له يسمونه: «صاحب الشرح الكبير» أو: (صاحب الشرح)، المسمى بـالعزيز وقد تورع بعضهم عن إطلاق لفظ العزيز مجردًا على غير كتاب الله، فقال: (الفتح العزيز في شرح الوجيز). كما أن له شرح آخر صغير في الفقه يسمى بـ (الشرح الصغير). وكتاب الشرح الكبير هو شرح لكتاب الوجيز لأبي حامد الغزالي.
قال ابن حجر الهيتمي: «لأن تلميذه الغزالي، اختصر النهاية المذكورة في مختصر مطوّل حافل، وسماه البسيط واختصره في أقلَّ منه وسماه: الوسيط واختصره في أقل منه وسماه: الوجيز، فجاء الرافعي، فشرح الوجيز شرحا مختصراً، ثم شرحاً مبسوطاً، ما صُنف في مذهب الشافعي مثله». خرّج أحاديث كتاب الشرح الكبير عدة علماء منهم: الزركشي، وابن الملقن، وابن حجر العسقلاني في كتاب التلخيص الحبير وقال: «فقد وقفت على تخريج أحاديث شرح الوجيز، للإمام أبي القاسم الرافعي -شكر الله سعيه- لجماعة من المتأخرين، منهم القاضي عز الدين بن جماعة، والإمام أبو أمامة ابن النقاش، والعلامة سراج الدين عمر بن علي الأنصاري، والمفتي بدر الدين محمد بن عبد الله الزركشي، وعند كل منهم ما ليس عند الآخر من الفوائد والزوائد، وأوسعها عبارة وأخلصها إشارة كتاب شيخنا سراج الدين، إلا أنه أطاله بالتكرار فجاء في سبع مجلدات، ثم رأيته لخصه في مجلدة لطيفة، أخل فيها بكثير من مقاصد المطول وتنبيهاته، فرأيت تلخيصه في قدر ثلث حجمه مع الالتزام بتحصيل مقاصده، فمَن الله بذلك، ثم تتبعت عليه الفوائد الزوائد من تخاريج المذكورين معه، ومن تخريج أحاديث الهداية في فقه الحنفية، للإمام جمال الدين الزيلعي، لأنه ينبه فيه على ما يحتج به مخالفوه، وأرجو الله إن تم هذا التتبع أن يكون حاويا لجُل ما يستدل به الفقهاء في مصنفاتهم في الفروع.» قال ابن الملقن: «الفتح العزيز فِي شرح الوجيز، قال الشيخ تقي الدين ابن الصّلاح: لم يشرح الوجيز بمثله. قلت: بل لم يصنف فِي المذهب مثله، قرأت على شيخنا: صلاح الدين -بالقدس الشريف- قال: سمعت شيخنا العلامة الرباني أبا إسحاق إبراهيم ابن عبد الرحمن الفزاري -غير مرة- يقول: ما يعرف قدر الشرح للرافعي إلا بأن يجمع الفقيه المتمكن في المذهب الكتب التي كان الإمام الرَّافِعِيّ يستمد منها، ويصنف شرحًا للوجيز، من غير أن يكون كلام الرّافعي عنده، فحينئذٍ يعرف كل أحد قصوره عما وصل إليه الإمام الرافعي". هذا أو معناه.»

## كتاب الشرح الصغير
هو: شرح لكتاب الوجيز للغزالي أيضاً، ألفه الرافعي بعد تأليف الشرح الكبير، ليكون شرحا موجزًا للوجيز ومختصرًا للشرح الكبير. قال ابن الملقن: «ومنها: الشرح الصغير للوجيز أيضا، قال الإِسفراييني -المتقدم ذكره-: وقع موقعًا عظيمًا عند الخاصة، والعامة. قرأت على شيخنا صلاح الدين قال: سمعت قاضي القضاة أبا عبد الله محمد ابن عبد الرحمن القزويني -تغمده الله بعفوه- يحكي عن مشايخ بلده: أن سبب تصنيف الإِمام أبي القاسم الرافعي الشرح الصغير: أن بعض الفقهاء قصد أن يختصر الشرح الكبير، فبلغ ذلك الإمام الرَّافِعي فخاف أَن يفسده عليه بالتغيير، لقصور عبارة ذلك الرجل، فقال له الإِمام أبو القاسم: أَنا أختصِره لك، ولكن لا أقدر على الورق. وكان ذلك الرجل- أيضا- فقيرًا، فلم يمكنه إلا أن أحضر للإِمام أبي القاسم من الورق المكتوب الذي يباع شيئًا كثيرًا، فَكتب الإِمام الشَّرح الصغير في ظهوره، حتى أكمله، ثم نقل من تلك الظهور. قلت: وهذه الحكاية مما يدل على زهد الإمام الرافعي، وتقلُّلِهِ من الدنيا.»

## التدوين في ذكر أهل العلم قزوين
التدوين في ذكر أهل العلم بقزوين كتاب التدوين للرافعي، في تاريخ أهل العلم بقزوين، ويتضمن: تاريخ قزوين واسمها، وتأسيسها، وعمارتها، ومن ورد عليها ممن له فضل ومكانة، وتراجم العلماء.
قال المؤلف: «سميته كتاب التدوين في ذكر أهل العلم بقزوين، ورأيت أن أصدره بأربعة فصول أحدها: في فضائل البلدة وخصائصها، وثانيها: في اسمها، وثالثها: في كيفية بنائها وفتحها، ورابعها: في نواحيها وأوديتها وقنيها ومساجدها ومقابرها، ثم أتُبِع هذه الفصول بذكر من وردها من الصحابة والتابعين رضي اللَّه عنهم أجمعين، ثم أندفِعُ في تسمية من بعدهم والله الموفق.»

## شرح مسند الشافعي
(شرح المسند) للشافعي، أو: (شرح مسند الشافعي: فرغ منه سنة: 612 هـ، قال في أوله: «ابتدأت في إملائه في رجب سنة ثنتي عشرة وستمائة» وهو عقب فراغ «الشرح الكبير». قال عنه الذهبي: يظهر عليه اعتناء قوي بالحديث وفنونه في شرح «المسند» ونحن بصدد تحقيقه. قال ابن الملقن: «ومنها: شرح مُسْند الإِمام الشَّافِعِي، وهو كتاب نفيس، قال الإِسفراييني المتقدم ذكره: أَسْمَعَه مُصَنفه سنة تسع عشرة وستمائة.»

## المحرر

المحرر في فقه الإمام الشافعي

المحرر من أهم مؤلفات أبي القاسم الرافعي، واسمه المحرر ويقال له: «المحرر في فقه الإمام الشافعي»، وهو كتاب مختصر في علم فروع الفقه، يعد الكتاب عمدة المختصرات في الفقه الشافعي، ويحوي خلاصة المذهب، بعبارات موجزة، كما يتميز بجودة اختيار الألفاظ، وبيان الاختيارات في الأقوال، والترجيح والتصحيح، وذكر الألفاظ الدالة على تحديد مراتب الترجيح في الأقوال والأوجه والطرق. وقد اختصره الإمام النووي في متن منهاج الطالبين. قال ابن الملقن: «ومنها: المُحَرَّر وهو كاسمه، وما أكثر نفعه، مع صغر حجمه.» يعد المحرر في فروع الفقه، للإمام الرافعي، من أهم المراجع المعتمدة عند متأخري الشافعية، وقد اختصر النووي كتاب المحرر في كتاب: منهاج الطالبين وقال في مقدمة الكتاب: «بسم الله الرحمن الرحيم. الحمد لله البر الجواد الذي جلت نعمه عن الإحصاء بالأعداد، المان باللطف والإرشاد الهادي إلى سبيل الرشاد، الموفق للتفقه في الدين من لطف به واختاره من العباد، أحمده أبلغ حمد وأكمله وأزكاه وأشمله وأشهد أن لا إله إلا الله الواحد الغفار، وأشهد أن محمدا عبده ورسوله المصطفى المختار، صلى الله عليه وسلم وزاده فضلا وشرفا لديه.
أما بعد فإن الاشتغال بالعلم من أفضل الطاعات وأولى ما أنفقت فيه نفائس الأوقات وقد أكثر أصحابنا رحمهم الله من التصنيف من المبسوطات والمختصرات، وأتقن مختصر المحرر للإمام أبي القاسم الرافعي -- ذي التحقيقات، وهو كثير الفوائد، عمدة في تحقيق المذهب، معتمد للمفتي وغيره من أولى الرغبات، وقد التزم مصنفه رحمه الله أن ينص على ما صححه معظم الأصحاب ووفى بما التزمه وهو من أهم أو أهم المطلوبات لكن في حجمه كبر يعجز عن حفظه أكثر أهل العصر إلا بعض أهل العنايات فرأيت اختصاره في نحو نصف حجمه ليسهل حفظه مع ما أضمه إليه إن شاء الله تعالى من النفائس المستجدات منها التنبيه على قيود في بعض المسائل هي من الأصل محذوفات ومنها مواضع يسيرة ذكرها في المحرر على خلاف المختار في المذهب كما ستراها إن شاء الله تعالى واضحات ومنها إبدال ما كان من ألفاظه غريبا أو موهما خلاف الصواب بأوضح وأخصر منه بعبارات جليات..»

### محتويات الكتاب
كتاب الطهارة، كتاب الصلاة، كتاب صلاة الجماعة، كتاب الجنائز، كتاب الزكاة، كتاب الصيام، كتاب الاعتكاف، كتاب الحج
كتاب البيع
كتاب السلم
كتاب الرهن
كتاب التفليس
كتاب الشركة
كتاب الوكالة
كتاب الإقرار
كتاب العارية
كتاب الغصب
كتاب الشفعة
كتاب القراض
كتاب المساقاة
كتاب الإجارة
كتاب إحياء الموات
كتاب الوقف
كتاب الهبة
كتاب اللقظة
كتاب اللقيط
كتاب الجعالة
كتاب الفرائض
كتاب الوصايا
كتاب الوديعة
كتاب قسم الفيء والغنيمة
كتاب قسم الصدقات
كتاب النكاح
كتاب الصداق
كتاب القسم والنشوز
كتاب الخلع
كتاب الطلاق
كتاب الرجعة
كتاب الإيلاء
كتاب الظهار
كتاب الكفارة
كتاب اللعان
كتاب العدد
كتاب الرضاع
كتاب النفقات
كتاب الجراح
كتاب الديات
كتاب دعوى الدم والقسامة
كتاب البغاة
كتاب الردة
كتاب الزنا
كتاب حد القذف
كتاب قطع السرقة
كتاب الأشربة
كتاب الصيال وضمان الولاة
كتاب السير
كتاب الجزية
كتاب الصيد والذبائح
كتاب الأضحية
كتاب الأطعمة
كتاب المسابقة والمناضلة
كتاب الأيمان
كتاب النذر
كتاب القضاء
كتاب الشهادات
كتاب الدعوى والبينات
كتاب العتق
كتاب التدبير
كتاب الكتابة
كتاب أمهات الأولاد.

## التذنيب
التذنيب على الشرحين الصغير والكبير، لما يتعلق بالوجيز. قال ابن الملقن: «ومنها: التذنيب على الشرحين، لما يتعلق بالوجيز. وبهذه الكتب الثلاثة يُعرف محل الإمام أبي القاسم الرافعي من معرفة هذا العلم -أعني علم هذا الحديث، والكلام عليه، على اصطلاح أهله في عزوه ورجاله، وفوائده- المعرفة التامة.»

## الأمالي
الأمالي الشارحة لمفردات الفاتحة قال ابن الملقن: «وهي مفيدة جدا لم أرَ أحدا مشى على منوالها، فإنه أملاها فِي ثلاثين مجلسا، ذكر فِي أول كل مجلسٍ منها حديثا بِإِسْنَادِهِ، عَلَى طَريقَة أهل الْفَنّ، ثمَّ تكلم عَلَيْهِ بِمَا يتَعَلَّق بإسناده وحالِ رواته، وغريبه، وعربيته، وفقههِ، ودقائقه، ثم يختمه بفوائد، وأشعار، وحكايات، ورتبها ترتيبًا بديعًا على نظم كلمات الفاتحة، بإرداف كلمة آمين لأنها بها ثلاثون كلمة، فاشتمل الحديث الأول على كلمة الاسم، والثاني على اسم الله العظيم، والثالث على الرحمن، وهلم جرًّا إِلى آخرها. وهذا ترتيب بديع، وسماها: الأمالي الشارحة لمفردات الفاتحة، ومن نظر فِي الكتاب المذكور عرف قدر هذا الإمام، وحكم له بتقدمه فِي هذا العلم خصوصا.» البدر المنير. وقال ابن الملقن: «ومنها: الأمالي الشارحة لمفردات الفاتحة، التي تقدم التنبيه على عظم شأنها فِي الخطبة، ابتدء رحمه اللَّه في إملائها يوم الثلاثاء ثامن عشْرين رجب، سنة إِحْدَى عشرَة وستمائة، وختمها يوم الْجُمُعَة، رابع عشْرين ربيع الأول، سنة اثْنَتَيْ عشرَة وستمائة.»
خرج لنفسه أربعين حديثا، كما تقدمت الإشارة إليها ساق فيها الحديث المسلسل بالأولية من عشرة طرق، يذكر مع َكل طريق منها أربعة أحاديث فيما يتعلق بالرحمة.
وَله رحمه الله مع ذلك شعر حسن، فمن ذلك ما ذكره في أماليه:
وفيها له: 

وفيها له: 

## الإيجاز
قال ابن الملقن: «ومنها: الإيجاز في أخطار الحجاز، صنّفه فِي سَفْرَتِه إلى الحج، أفاده بعض العجم من شيوخ العصر.»

## المحمود في الفقه
كتاب (المحمود في الفقه)، لم يتمه، قال السبكي: ذُكر لي أنه في غاية البسط، وأنه وصل فيه إلى أثناء الصلاة في ثمان مجلدات.

## قطعة في العقيدة
قال ابن حجر العسقلاني: «وقرأت على الشيخ صلاح الدين -أبقاه الله- قال: رأيت بدمشق سنة أربعين وسبعمائة امرأة حضرت عند قاضي القضاة، تقي الدين السبكي، (عجمية)، فصيحة اللسان، ذكرت أنها من نسل الإمام الرافعي، وكانت تحفظ عقيدته التي صنفها، فقرأت منها قطعة، وهي عقيدة بديعة على طريقة أهل السنة، بعبارة فصيحة على عادته-رحمة الله عليه-.»